# 足立正樹
足立 正樹（あだち まさき、1946年 - 2025年5月29日）は、日本の社会福祉、経済社会学者、神戸大学名誉教授。元経済社会学会会長。

## 略歴
兵庫県生まれ。1968年神戸大学経済学部卒業。1973年同大学院経済学研究科単位取得退学。1995年「現代ドイツの社会保障」で経済学博士の学位を取得。
神戸学院大学講師、神戸大学経済学部助教授、教授、経済学研究科教授。2007年経済社会学会会長、2009年定年退任、名誉教授、京都華頂大学教授を務め、2017年退任。(財)21世紀ヒューマンケア研究機構・長寿社会研究所所長。
2025年5月29日死去。叙正四位、瑞宝中綬章追贈。

## 著書
- 『現代ドイツの社会保障』法律文化社 1995
- 『介護福祉サービスと生協』協同組合研究双書 コープこうべ・生協研究機構 2003
- 『高齢社会と福祉社会』高菅出版 2006

### 共編著
- 『各国の社会保障 歴史・現状・将来』樫原朗共編 法律文化社 1983
  - 『各国の社会保障 新装版』編著 法律文化社 1993
- 『多元社会の構造と病理』丸谷泠史共編 新評論 1984
- 『福祉国家の歴史と展望』編. 法律文化社 1988
- 『各国の介護保障』編著 法律文化社 1998
- 『福祉国家の転換と福祉社会の展望』編著 高菅出版 2001
- 『社会保障の光と陰』井上久子共編著 高菅出版 2001
- 『経済政策基礎論』山口三十四, 丸谷泠史,三谷直紀共編 有斐閣ブックス 2006
- 『現代の経済社会と福祉社会の展望』編著 高菅出版 2013

### 翻訳
- エドゥアルト・ハイマン『近代の運命』野尻武敏共訳 新評論 1987

## 論文
- <足立正樹